# Битва при Кашине (Микеланджело)
Битва при Кашине (итал. Battaglia di Cascina) — фреска Микеланджело Буонарроти, заказанная правительством Флоренции для зала Совета Пятисот Дворца Синьории (ныне Палаццо Веккьо), но так и не исполненная. Подготовительные материалы — картоны — произвели большое впечатление на современников и серьёзно повлияли на дальнейшее развитие изобразительного искусства.

## История
.

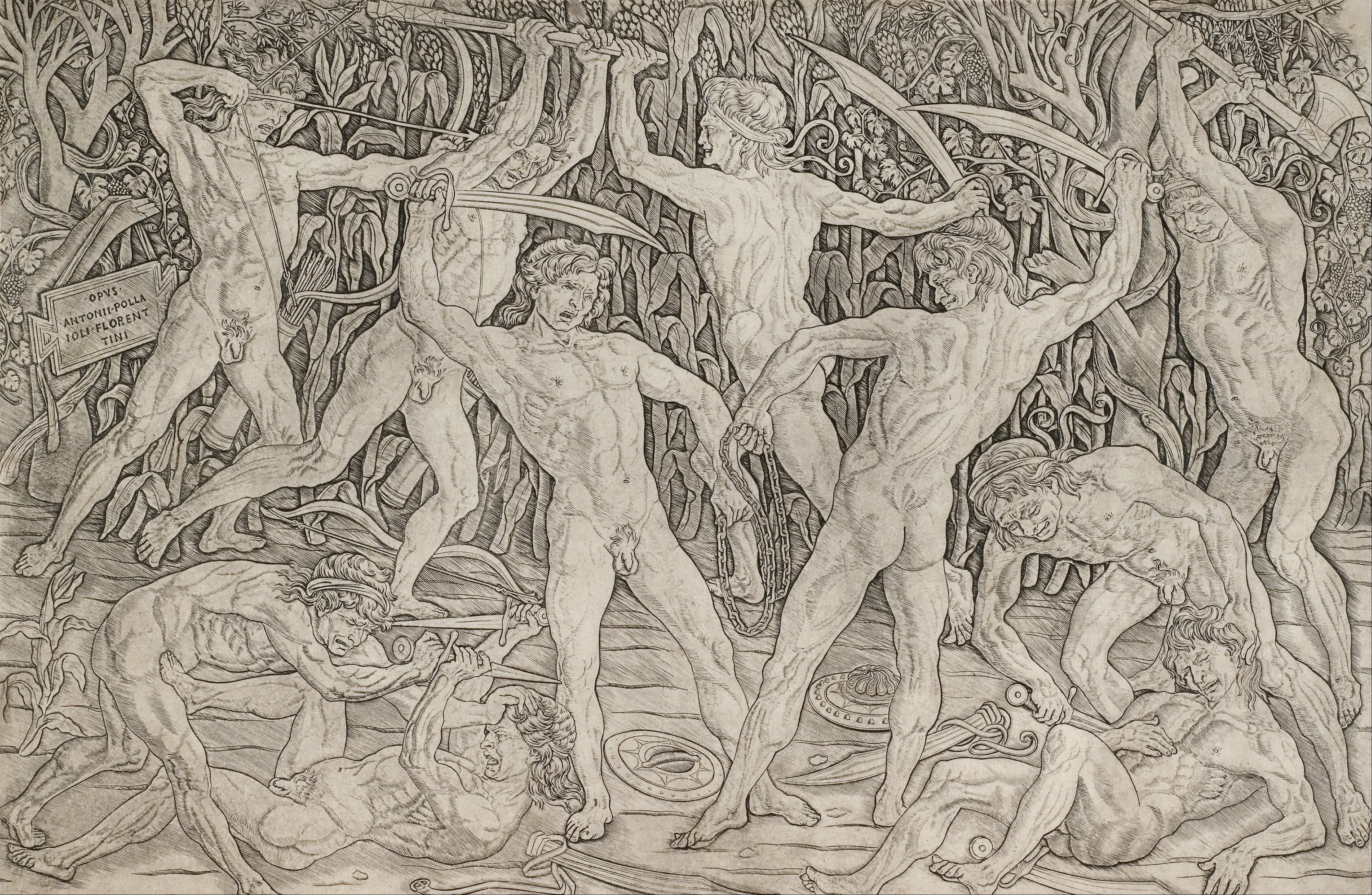
Антонио Поллайоло. Битва обнажённых. Между 1470 и 1475. Гравюра резцом на меди

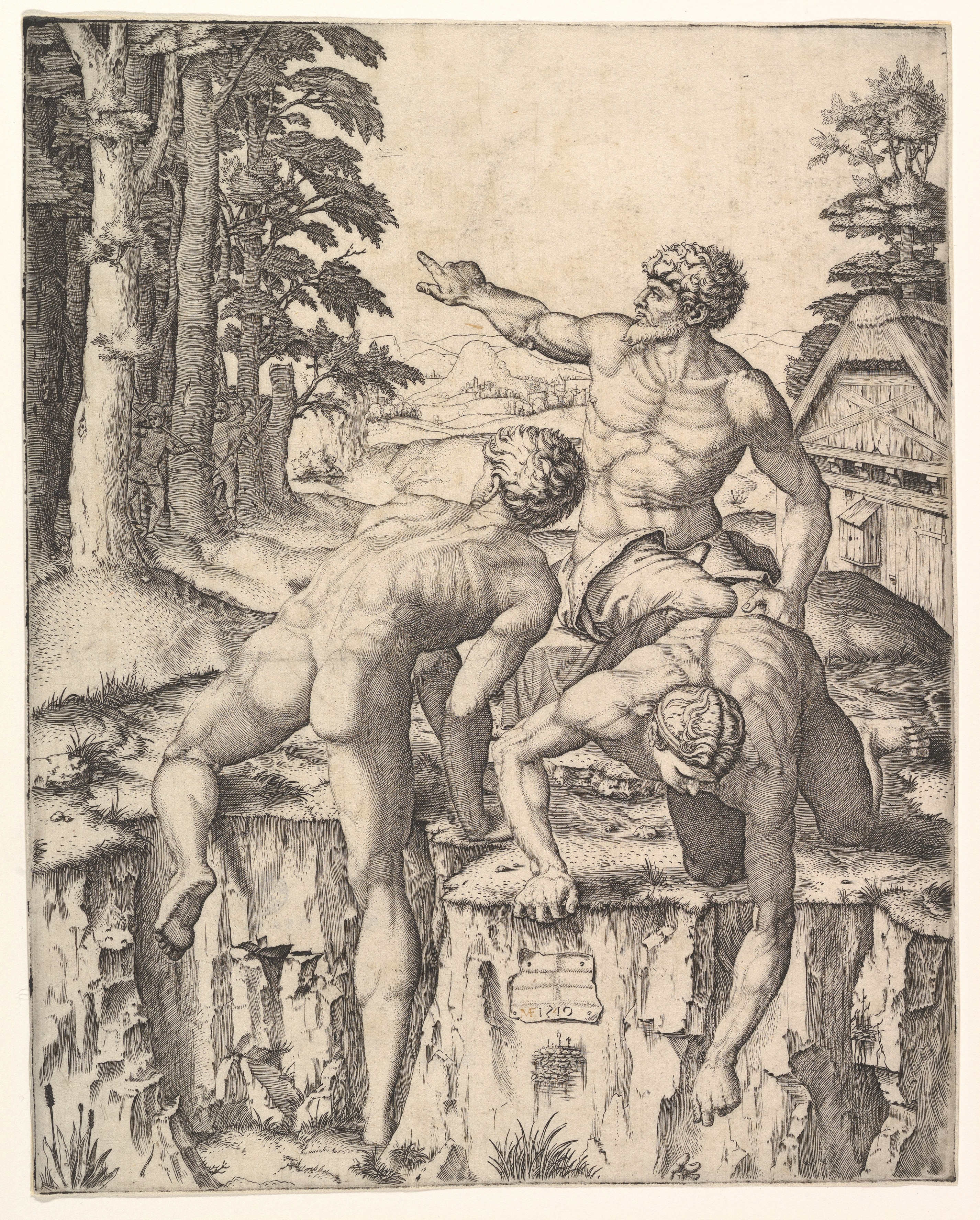
Гравюра Маркантонио Раймонди по мотивам картона Микеланджело. 1510. Пейзаж на фоне, вероятно, добавлен гравёром

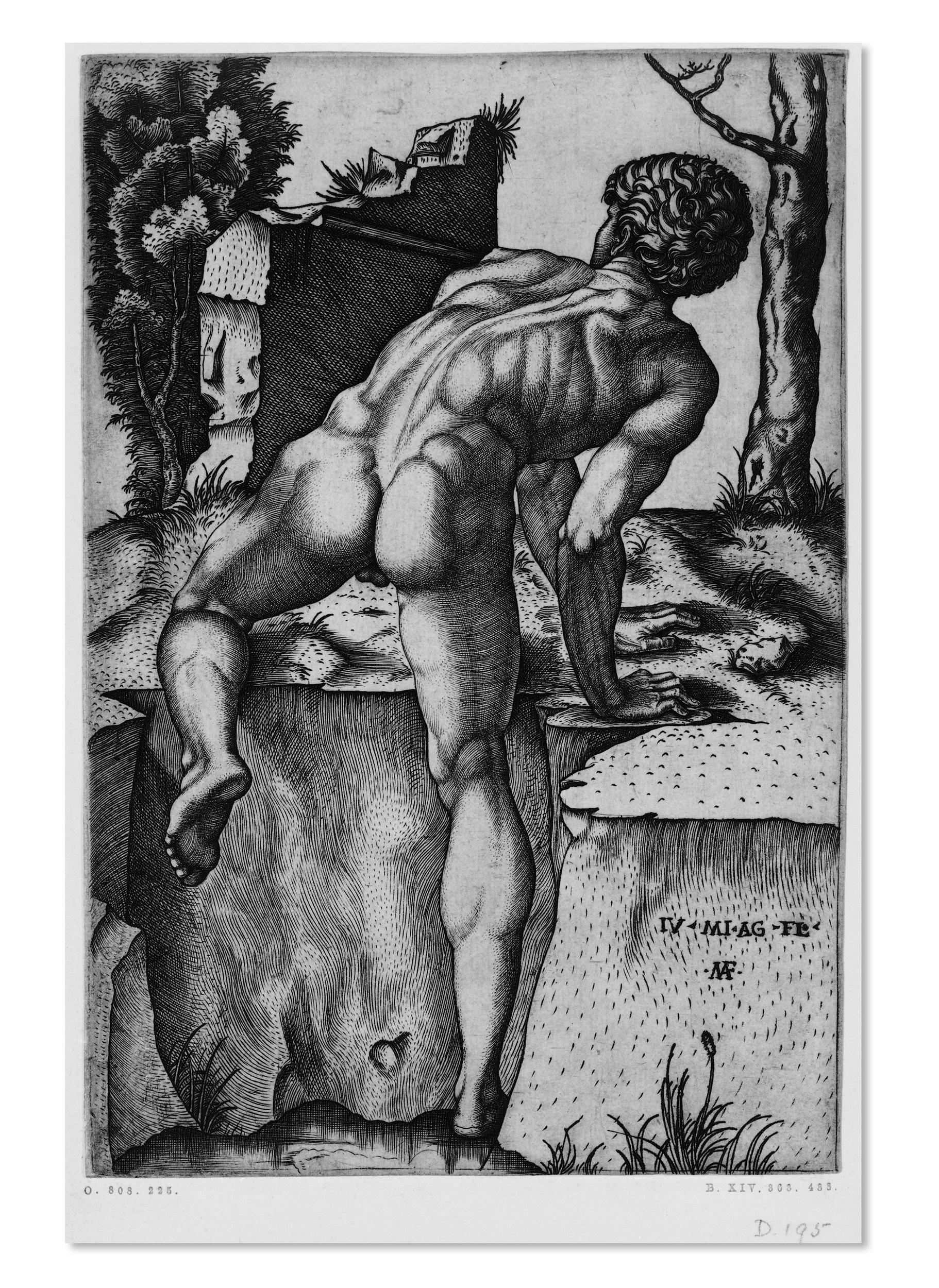
Гравюра Маркантонио Раймонди по мотивам картона Микеланджело. Около 1509

Зал Совета Пятисот (итал. Salone dei Cinquecento) был пристроен к зданию Дворца Синьории в 1495 году, после изгнания Медичи во времена правления Савонаролы. В начале XVI века работы по отделке и оборудованию зала еще продолжались. Новый правитель республики — пожизненный гонфалоньер Пьеро Содерини — поручил украшение зала лучшим художникам своего времени. На стенах зала надлежало разместить гигантские фрески, повествующие о батальных победах Флоренции. Весной 1503 года Леонардо да Винчи получил от него заказ на фреску «Битва при Ангиари». Когда картон был готов, и Леонардо начал переносить изображение на стену, он столкнулся с технологическими проблемами, которые не смог преодолеть, а затем (в 1506 году) покинул Флоренцию, так что работа осталась незавершенной.

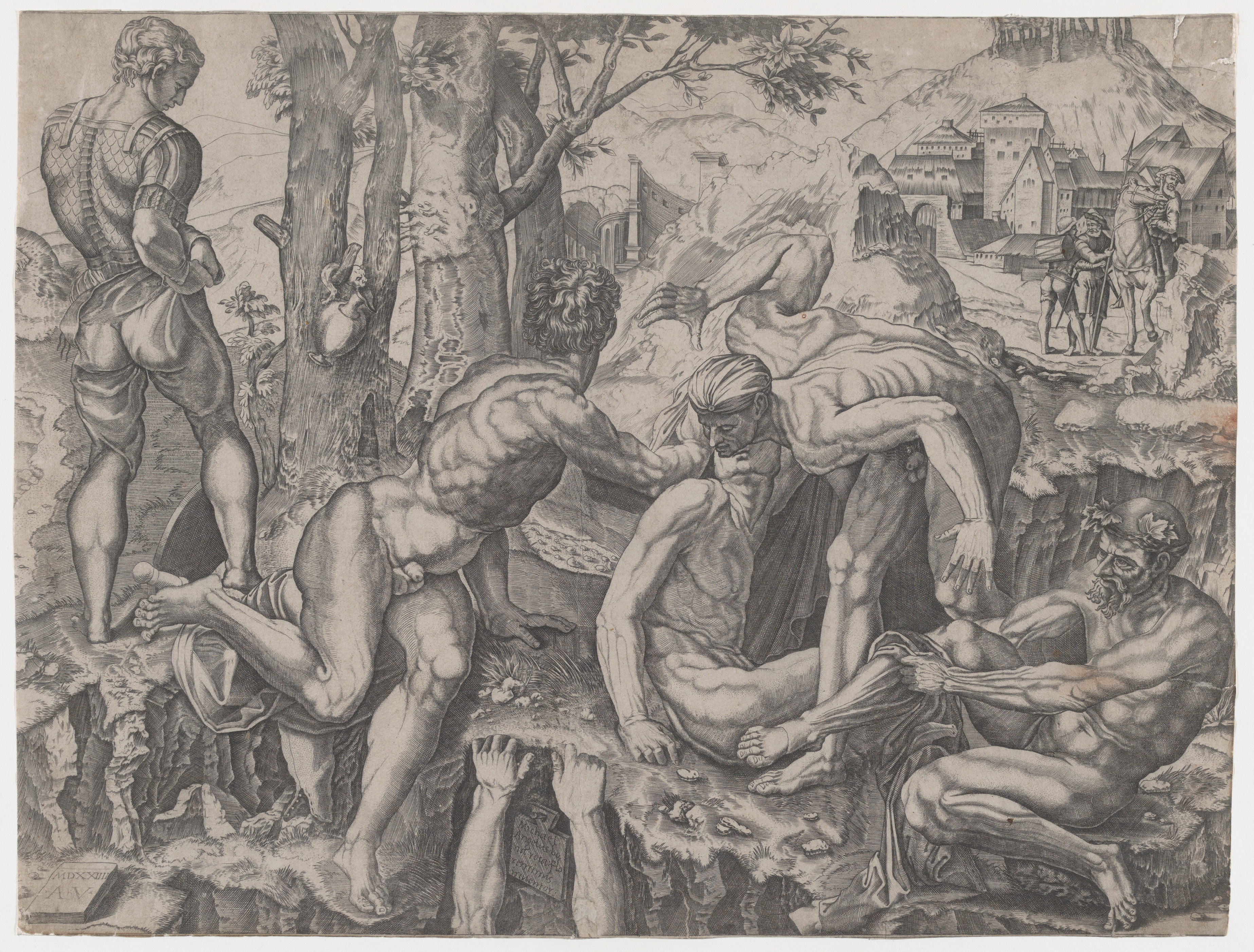
Гравюра Агостино Венециано по мотивам картона Микеланджело. 1524.

В августе 1504 года Содерини обратился к Микеланджело с предложением создать ещё одну фреску. В качестве сюжета была выбрана битва при Кашине, которая произошла 28 июля 1364 года и закончилась победой флорентийской армии над пизанской. Пиза после многих лет войн и сражений была покорена Флоренцией в 1406 году, однако в 1494 вновь обрела независимость. Тема давней победы над многолетним противником и конкурентом была в тот момент весьма актуальна, тем более что Флоренция не прекращала безуспешных попыток подчинить Пизу вновь. Только несколько позже, в 1509 году, флорентийцам удалось вернуть Пизу под свою власть.
Размер фрески (как и фрески Леонардо), должен был составить почти семь метров в высоту и около шестнадцати с половиной в длину. Работа двух величайших художников в одном зале обернулась их неформальным соревнованием, к которому Микеланджело относился весьма ревниво, стремясь превзойти в мастерстве своего старшего и уже прославленного коллегу. Напряжение дополнительно усиливалось сложными отношениями между двумя мастерами. Для работы над картоном было предоставлено помещение в госпитале красильщиков при церкви Сант Онофрио. Но, едва начав работу, Микеланджело в марте 1505 года уехал в Рим, вызванный туда папой Юлием II.
Вновь заняться картоном художник смог лишь через год — в середине 1506 года. В это время уже освободилось помещение в папских покоях Большого монастыря Санта-Мария-Новелла, в котором ранее работал Леонардо, Микеланджело перенес свою мастерскую туда и завершил работу над картоном. Но писать саму фреску в зале Дворца Синьории он так и не начал, поскольку был вновь вызван папой и более к работе над «Битвой при Кашине» не возвращался .
Едва картон был окончен, он вызвал большой интерес, и для осмотра многочисленными любителями искусства и художниками его перенесли в верхнюю залу дворца Медичи. Здесь он оставался несколько лет, но в 1516 году, уже после восстановления власти Медичи, он был разрезан на части и украден. Кто был организатором похищения точно неизвестно, и ни один подлинный фрагмент не сохранился. Вазари обвинял в краже флорентийского скульптора Баччо Бандинелли.

## Сюжет, описание и значение работы
Поскольку картон не сохранился, мы можем судить о нем лишь по описаниям современников, в частности, Дж. Вазари и Б. Челлини, а также по оригинальным подготовительным наброскам, копиям, сделанным учениками с различных частей картона и гравюрам Маркантонио Раймонди и Агостино Венециано. Лучшее представление о замысле художника даёт гризайль, выполненная Аристотелем да Сангалло и хранящаяся ныне в собрании Холкгэм Холл (Англия).
Сюжет картины базировался на эпизоде многолетней войны между Флоренцией и Пизой, описанном Леонардо Бруни в «Истории флорентийского народа», которой пользовался Микеланжело:

Жара стояла ужасная, и большинство солдат, разоружившись, лежали в своих палатках или купалась в реке, протекавшей неподалёку. В тот момент у них не было и мысли о противнике. И вдруг неприятель обрушился на их укрепления, надеясь первым натиском прорваться к лагерю и сокрушить безоружных и отдыхающих солдат. С той стороны стояли аретинцы, которые, хотя и были отброшены внезапной атакой, отнюдь не отступили, но, вооруженные и безоружные, бросились на врага и остановили его первый натиск. Тогда поднявшийся шум заставил остальных взяться за оружие, и уже все храбрецы бросились отражать нападение. Сам капитан, уже преклонных лет и признанный авторитет, подгонял своих солдат, увещевая их, насколько позволяло время. Когда они бросились вместе со всех сторон и перевес их сил стал налицо, они не довольствовались только обороной своих укреплений, но совершили вылазку и, атаковав неприятеля, заставили его отступить.— Leonardo Bruni. «Historiae Florentini populi»
.
По другой версии, армия не была застигнута врасплох, но была поднята по тревоге одним из собственных командиров, чтобы повысить бдительность и боевой дух.
Выбор такого сюжета позволил Микеланджело совместить батальный жанр с концентрацией на излюбленном объекте — прекрасных обнажённых мужских телах. Некоторые исследователи находят в «Битве при Кашине» гомоэротические мотивы. Художник не столько показывал подробности битвы, сколько стремился продемонстрировать искусство изображения человеческого тела в любых положениях и ракурсах. Рисунки Леонардо и Микеланджело для Дворца Синьории были насыщены необычными деталями: искаженные лица, извивающиеся тела, причудливые позы — все это было в новинку для начала XVI века. Соревнование толкало художников превзойти друг друга в оригинальности. Их находки подтолкнули искусство к направлению, которое позже назвали «маньеризм».
Как писал Вазари, Микеланжело заполнил «огромнейший картон»

обнаженными телами, купающимися в жаркий день в реке Арно, но в это мгновение раздается в лагере боевая тревога, извещающая о вражеском нападении; и в то время как солдаты вылезают из воды, чтобы одеться, божественной рукой Микеланджело было показано, как одни вооружаются, чтобы помочь товарищам, другие застегивают свой панцирь, многие хватаются за оружие и бесчисленное множество остальных, вскочив на коней, уже вступает в бой. Среди других фигур был там один старик, надевший на голову от солнца венок из плюща; он сел, чтобы натянуть штаны, а они не лезут, так как ноги у него после купанья мокрые, и слыша шум битвы и крики и грохот барабанов, он второпях с трудом натянул одну штанину; и помимо того что видны все мышцы и жилы его фигуры, он скривил рот так, что было ясно, как он страдает и как он весь напряжен до кончиков пальцев на ногах. Там были изображены и барабанщики и люди, запутавшиеся в одежде и голыми бегущие в сражение; и можно было увидеть там самые необыкновенные положения: кто стоит, кто упал на колени или согнулся, или падает и как бы повис в воздухе в труднейшем ракурсе. Там же были многие фигуры, объединенные в группы и набросанные различными манерами: одна очерченная углем, другая нарисованная штрихами, а иная оттушеванная и высветленная белилами — так хотелось ему показать все, что он умел в этом искусстве.
— Джорджо Вазари. «Жизнеописание Микельаньоло Буонарроти флорентинца, живописца, скульптора и архитектора»
И картон Леонардо, и работа Микеланджело вызвали восхищение и поразили современников мастерством и новаторством. Б. Челлини писал, что они были «школой всему свету», и что «никогда ни у древних, ни у других современных не видано произведения, которое достигало бы такой высокой точки». Как сообщает Вазари, по ним учились лучшие флорентийские мастера: Рафаэль, Ридольфо Гирландайо, Баччо Бандинелли, Андреа дель Сарто, Якопо Сансовино, Россо, Понтормо и другие.

## Подготовительные рисунки

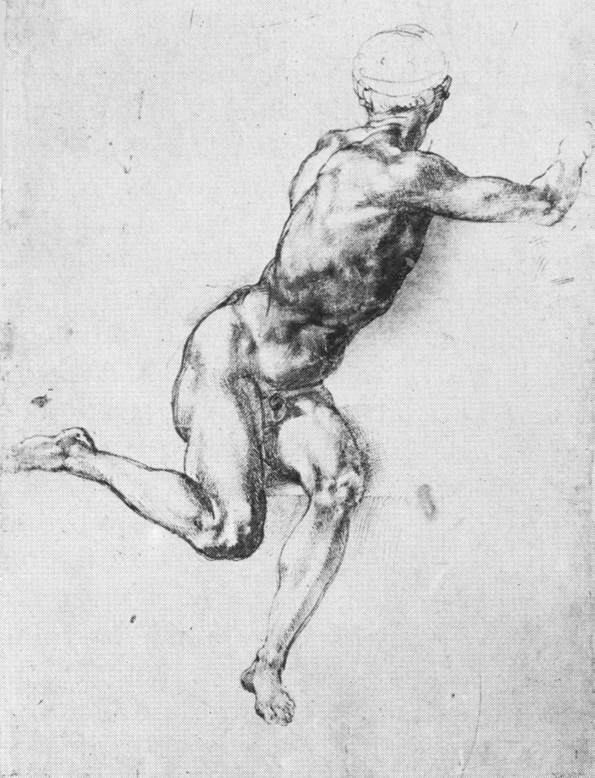
Галерея Уффици, Флоренция
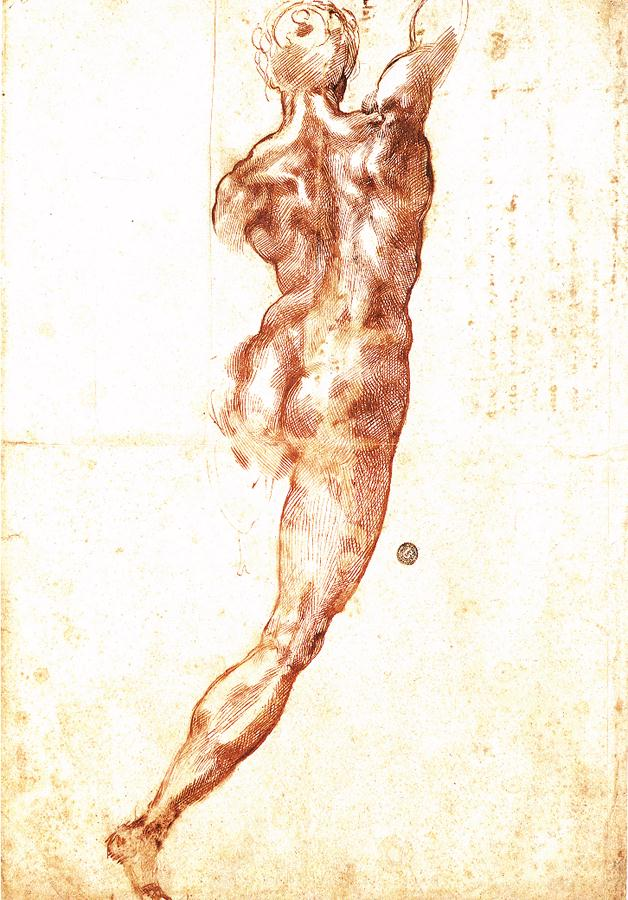
Каза-Буонарроти, Флоренция
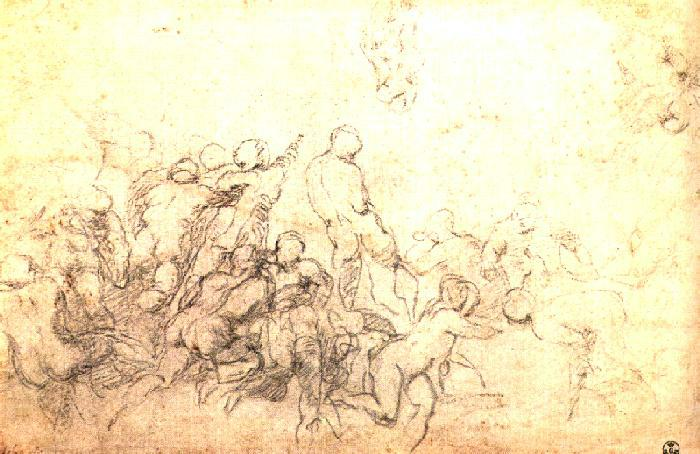
Галерея Уффици, Флоренция
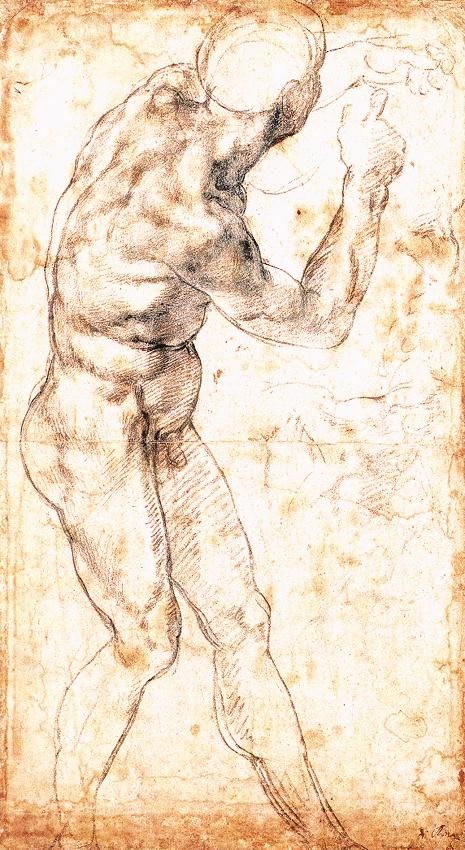
Музей Тейлора, Харлем
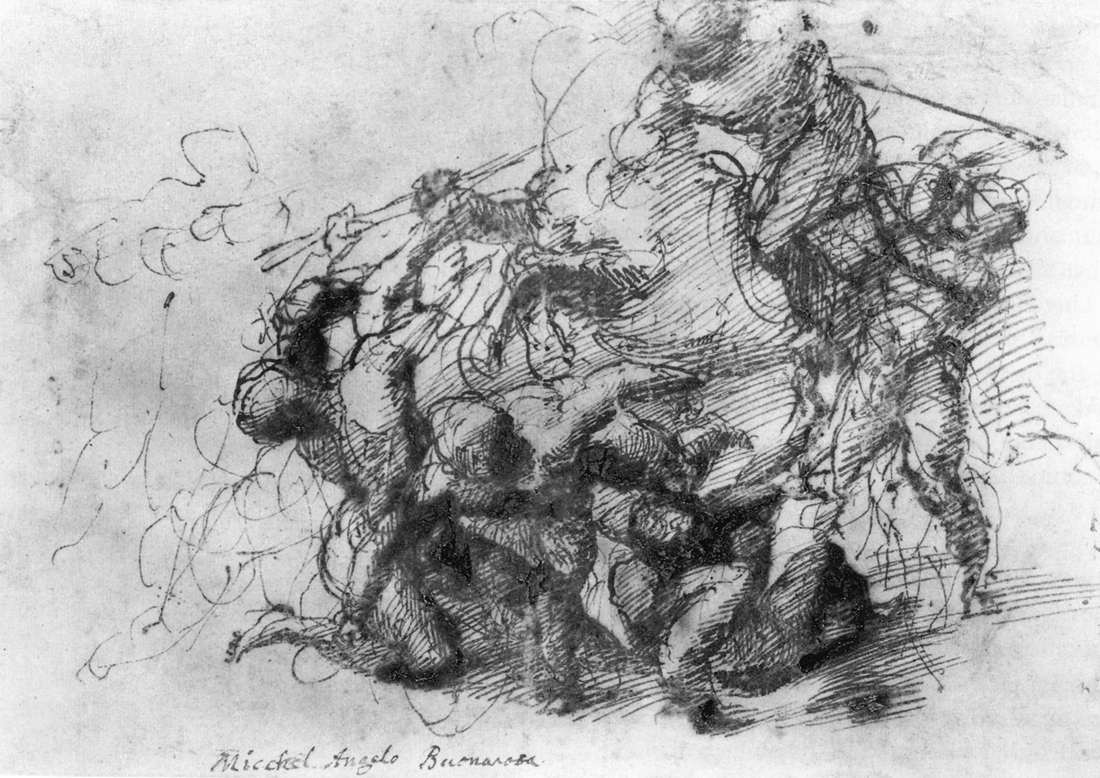
Музей Эшмола, Оксфорд
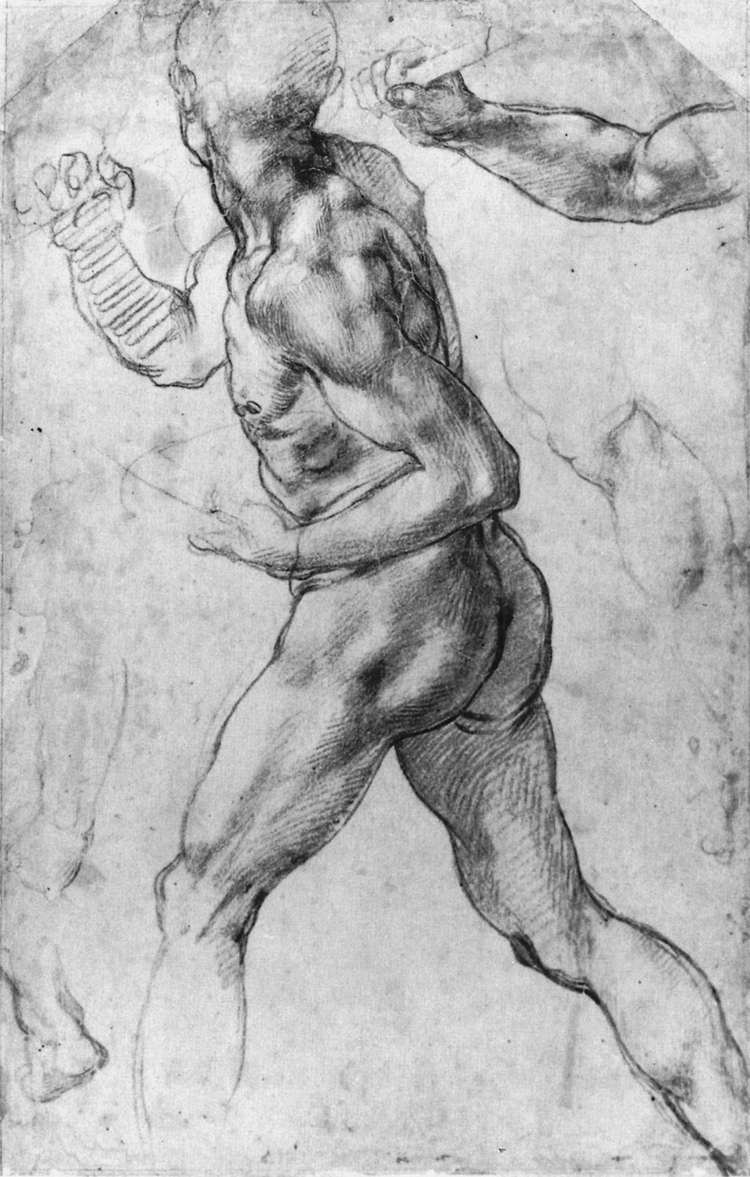
Музей Тейлора, Харлем
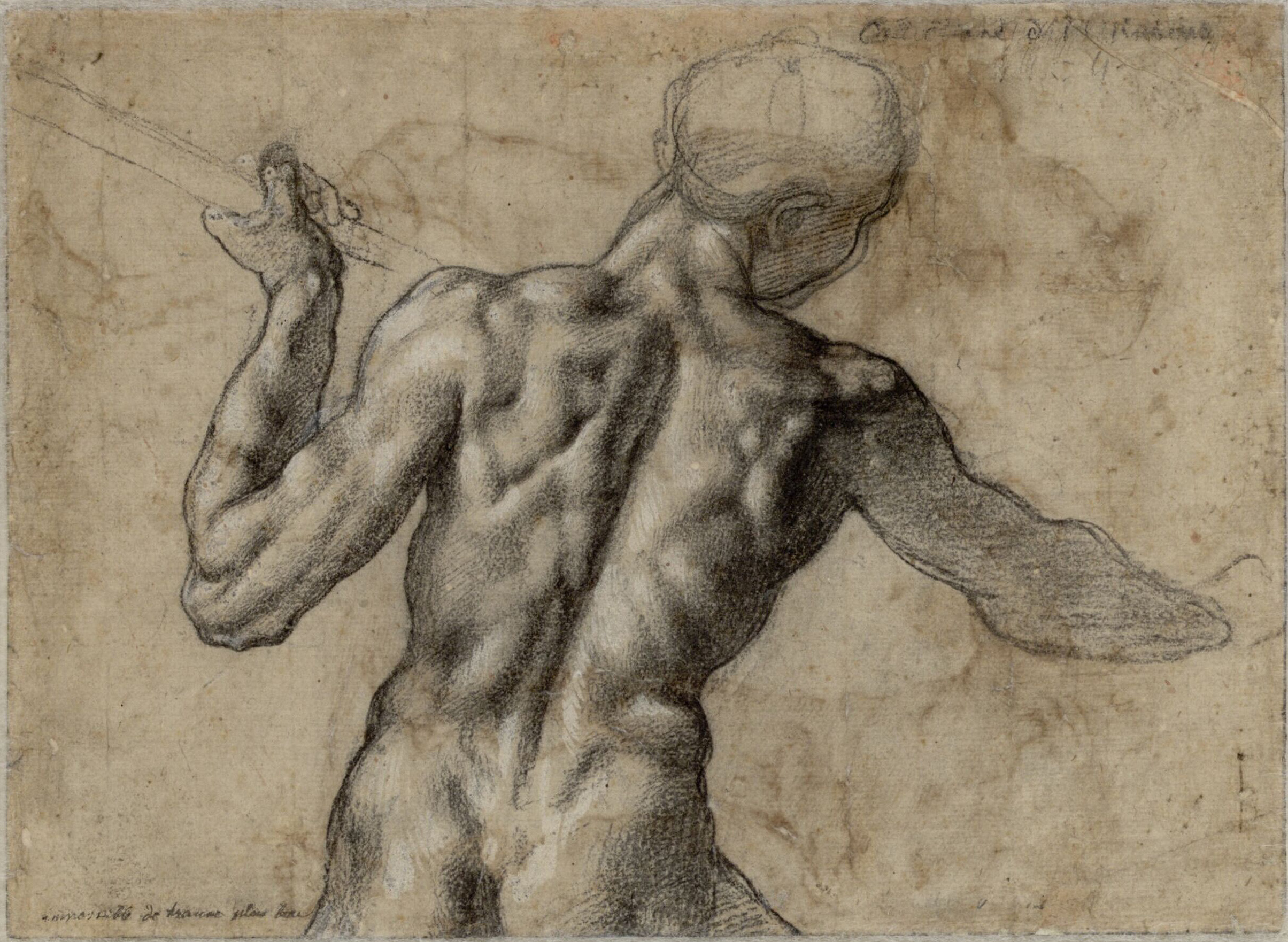
Галерея Альбертина, Вена